# 安東尼·萊格特
安東尼·萊格特爵士，KBE，FRS（英語：Sir Anthony Leggett，1938年3月26日—），英国物理学家，2003年获诺贝尔物理学奖。
萊格特教授被廣泛認可为低溫物理理論领域的世界领导者。他对正常液氦、超流液氦与強耦合超流體的理論发展产生了深远影响。他的研究方向涉及宏觀耗散系統和使用凝聚态系統中检验量子力學的基礎。

## 生平

### 早年生活
安東尼·萊格特於1938年3月26日出生在倫敦南部坎伯韋爾，並為天主教徒。父親的家族事業是在漢普郡一個小村莊的鞋匠，他的父親打破了這個傳統成為菜販，他的父親就與他在倫敦考文特花園（Covent Garden）市場賣菜。安東尼·萊格特的母親的父母是愛爾蘭後裔，她的父親已經移居到英國，並在查塔姆海軍船廠工作，作為一個店員。安東尼·萊格特母親的外婆，在80歲時過世，她在12歲時被送到了家政服務，她最終嫁給了他的祖父和創造出了一個龐大的家族，然後在她的六十年代後期移居到澳大利亞跟女兒和女婿一同生活，她過去幾年，終於回到了英國。
安東尼·萊格特的父親和母親分別在他們的家庭接受大學教育，他們相遇並且訂婚，而那幾年在英國倫敦大學教育學院的兩人，卻無法結婚，因為安東尼·萊格特的父親不得不關心自己的母親和兄弟姐妹。他的父親是一所中學的物理老師，同時教化學和數學。他的母親還教了中學數學一段時間，但在他出生時不得不放棄這個工作。安東尼·萊格特小時候跟隨他的兩個姐妹，克萊爾和朱迪思，和兩個兄弟，特倫斯和保羅。他們的父母都是羅馬天主教徒，所以，當信仰的兄弟姐妹們都長大。在他二十多歲時他不再是一個虔誠的天主教徒。
安東尼·萊格特出生後不久，他的父母在上諾伍德倫敦南部買了一棟房子。當他18個月大時，第二次世界大戰爆發，他被疏散到在薩里郡的溫莎城堡邊緣上一個小村莊的巨大公園(Englefield green)，在那裡他住了戰爭爆發時的時間。在戰爭結束後，他回到到上諾伍德房子，在那裡生活，直到1950年，他的父親在倫敦東北一所學校任教，而他的母親全職照顧五個孩子的。他參加了當地的天主教小學，後來，在“十一加”考試，他花了比大多數人還多的努力並脫穎而出，然後轉移到溫布爾登學院。

### 求學階段
安東尼·萊格特贏得了牛津大學貝利奧爾學院的獎學金，1954年12月和次年進入大學修習"學習的意圖"，分類稱為人文學科。同時在默頓學物理學系的他完成了第二個學位。德克哈爾願意忽視他非正統的學歷，他簽署了研究，當了德克哈爾的學生之一，萊格特被分配的論文題目是“理論的多體系統”，是一個相當具有程度的問題。
1963年至1967年在Magdalen，德克哈爾鼓勵萊格特申請團契舉行獎。最終萊格特的論文提出在液態氦的有兩個問題，一個是在超流4He高階聲子相互作用過程的和其他4He的正常液體氦-3的稀解決方案。在2005年6月牛津大學授予名譽專業學位給萊格特。

### 職業生涯
安東尼·萊格特在美國伊利诺伊大学厄巴纳-香槟分校（UIUC）以博士後研究員的身分度過了在1964年8月 - 1965年8月那段時光，大衛·派音斯和他的同事约翰·巴丁、戈登·贝姆、利奥·卡达诺夫等人提供了豐富的資源環境。然後，他花了一年時間在日本京都大學參與松原武生（Takeo Matsubara）的團隊進行研究。
拿到一個博士學位後的他花了一年的“巡迴”模式，拜訪牛津大學，哈佛大學和伊利諾伊州，在1967年秋季，他拿出了在蘇塞克斯大學的講師資格證照，他在那裡度過他未來十五年的職業生涯。
1982年初，他接受來自伊利諾伊大學厄巴納- 香檳分校（UIUC）麥克阿瑟主席的邀約被賦予了該大學教授的位置。在1983年初，他承諾自己將在康奈爾大學停留8個月，在這一年的初秋，他終於抵達美國伊利諾伊大學厄巴納-香檳分校，擔任物理系教授。萊格特自己的研究興趣轉向超流氦，因為在1980年左右，他的工作包括玻璃的低溫性能、高溫超導、玻色 - 愛因斯坦冷凝物（BEC）原子氣體和一切的理論實驗來檢驗量子力學的形成是否能描述物理的世界，將它從原子的水平提升到日常生活的應用。
2007年，他接受了在加拿大滑鐵盧大學研究的位置。對於未來五年，他會在該學校的量子計算研究所裡度過至少一年兩個月。他目前在伊利諾伊大學厄巴納 - 香檳分校擔任凝聚態理論研究所的研究的首席科學家。
安東尼·萊格特是國家科學院院士，參與美國哲學學會，美國物理研究所，英國皇家學會和美國藝術與科學學院，俄羅斯科學院院士（外籍院士），美國物理協會院士和終生的物理研究所研究員。

## 研究成果
安東尼·萊格特的研究主要集中在銅氧化物超導體，量子力學，超流性的基礎概念問題以及高度退化原子氣體，無定形固體和拓撲量子計算的低溫性能。
在2005年12月29日，在國際先驅論壇發表了一篇文章，“愛因斯坦的幽靈般的現實”，其中提到萊格特在美國加州大學伯克利分校與諾貝爾物理學獎獲得者諾曼·拉姆齊在2005年秋季時，一個會議上的辯論。辯論中雙方試圖改變量子理論。萊格特認為嘗試是合理的，拉姆齊則是反對。萊格特認為量子力學是不完整的，因為量子測量問題。

## 个人生活
萊格特通曉日語，曾於1960年代在京都大學從事日語論文的英譯工作。

### 家庭
1972年6月，他與日本人Haruko Kinase結婚，Haruko Kinase是當時在蘇塞克斯一個還未畢業的學生。在1978年，他們有了一個女兒 Asako。他的妻子Haruko Kinase從伊利諾伊大學厄巴納- 香檳分校的文化人類學獲得了博士學位 ，目前正在做臨終關懷系統的研究， Asako，他們的女兒也從伊利諾伊大學畢業，主修地理和化學。

## 榮譽
安東尼·萊格特因為對於超導體和超流體理論開創性的貢獻而被授予2003年諾貝爾物理學獎。他是英國物理學會的榮譽院士。他在2004年英國女王生日時被任命大英帝國的騎士指揮官（KBE）-“以物理學做為服務”。他對凝聚體型式的物質的研究還贏得了2002/2003年度沃爾夫基金會獎。他在1999年榮獲尤金·芬伯格紀念獎章。在1997年，當選為美國國家科學院副長。他還被選為英國皇家學會院士。他持有美國/英國公民。他在2011年當選為印度國家科學院外籍院士。